# Animaniacs (videojuego)
Animaniacs fue originalmente una serie de televisión, pero desarrolló su propia licencia de videojuegos debido a la popularidad. A diferencia de los juegos de plataforma regulares, el jugador por lo general corre a los enemigos en lugar de derrotarlos. Los personajes incluyen a Yakko, Wakko, y Dot, Pinky y Cerebro, la mayoría de los secundarios, así como a Ralph, el guardia de los estudios Warner Brothers. Animaniacs fue hecho en dos juegos que no llevaron ninguna relación el uno al otro en términos de gameplay, aun siendo ambos hechos por Konami. uno fue para el Super Nintendo y el otro fue para Mega Drive y Game Boy. Las versiones para Super Nintendo y Mega Drive fueron lanzadas en 1994 y la versión para Game Boy en 1995.
El juego comienza con el escape de los hermanos Warner del tanque de agua pasando por el estudio psiquiátrico del Dr Rascahuele e ingresando a un estudio

## Los niveles
- Estudio 1:La selva

- Estudio 2:El espacio

- Estudio 3:El lejano oeste

- Estudio 4:El cementerio
- Entrega del premio Félix

- Final:Laboratorio ACME